# フットサル日本女子代表
フットサル日本女子代表（フットサルにほんじょしだいひょう）は、日本サッカー協会（JFA）により組織される女子フットサルのナショナルチームである。2007年に初結成。
2012年10月22日、愛称を「なでしこ5（なでしこファイブ）」にするとJFA幹部が明らかにした。

## 概要
2007年に第2回のアジアインドアゲームズに出場し、初参加の国際大会で金メダルを獲得する。以降3大会連続で金メダルに輝く。この他にAFC女子フットサル選手権で準優勝するなどしていたが、2019年以降の新型コロナウイルスの感染拡大の影響により公式大会が取りやめになったり、またFIFA主催の女子フットサルの世界大会がそもそも設定されないなどの状況があったが、2025年よりAFC女子フットサルアジアカップやFIFAフットサル女子ワールドカップが開催予定となり、これらの大会の予選に参加するものと思われる。

## 主な大会記録

### アジアインドアゲームズ／アジアインドア・マーシャルアーツゲームズ
- 2007年 - 優勝
- 2009年 - 優勝
- 2013年 - 優勝
- 2017年 - 準優勝

### AFC女子フットサル選手権／AFC女子フットサルアジアカップ
- 2015年 - 準優勝
- 2018年 - 準優勝

## 歴代監督
- 中村恭平  2007年 - 2010年
- 在原正明  2010年 - 2015年
- 伊藤雅範  2017年
- 木暮賢一郎  2018年 - 2021年
- 須賀雄大  2021年 -

## 歴代選手
大会メンバー
- 2009年 第3回アジア室内競技大会　フットサル日本女子代表メンバー[6]

- 2013年 第4回アジア室内競技大会　フットサル日本女子代表メンバー[7]

- 2013年 第4回世界女子フットサルトーナメント2013　フットサル日本女子代表メンバー[8]

個人
- 内山環
- 藤田安澄
- 中島詩織